# STS–65
Az STS–65/IML–2 az amerikai űrrepülőgép-program 63., a Columbia űrrepülőgép 17. repülése.

## Küldetés
Chiaki Naito-Mukai az első japán űrhajósnő.

## Jellemzői
Spacelab (IML–2) mikrogravitációs laboratóriumban a legénység kereskedelmi kutatásokat, kísérletek, anyag előállítást végezett.

### Első nap
1994. július 8-án a szilárd hajtóanyagú gyorsítórakéták, Solid Rocket Booster(SRB) segítségével Floridából, a Cape Canaveral (KSC) Kennedy Űrközpontból, a LC39–A (LC–Launch Complex) jelű indítóállványról emelkedett a magasba. Az orbitális pályája 90,5 perces, 28,4 fokos hajlásszögű, elliptikus pálya perigeuma 300 kilométer, az apogeuma 304 kilométer volt. Felszálló tömeg indításkor 117 177 kilogramm, leszálló tömeg 104 107 kilogramm. Szállított hasznos teher 10 811 kilogramm

## Hasznos teher
1. Az International Microgravity Laboratory (IML–2), a Spacelab (SL) mikrogravitációs laboratóriumban a legénység 12 órás váltásokban végezte a NASA és a kereskedelmi megrendelések által meghatározott feladatokat. A IML–2  egy nemzetközi küldetés. Az ESA, Kanada, Franciaország, Németország és Japán tudósai együttműködtek a NASA tudósaival, hogy tudományos közösségükkel különféle kutatásokat (élettudományi – tarajos gőték, Hold medúzák, akvárium csomag), kísérleteket (sejtbiológia, növényi kultúrák) és anyag előállítást (gyógyszer, ötvözetek) végezzenek. Összesen 13 ország tudósai vettek részt a 80 program előkészítésében.
2. Shuttle Amateur Radio Experiment (SAREX) – rádióamatőr kísérleteket végeztek több iskolával, a Föld számos rádióamatőrével.
3. Air Force Maui Optical Site (AMOS) – radar- és optikai megfigyelések elősegítése, a földi egységek kalibrálásának biztosítása
4. Orbital Acceleration Research Experiment (OARE) – alacsony frekvenciák jelenlétének zavaró vizsgálatára szolgált.
5. Commercial Protein Crystal Growth (CPCG) – kereskedelmi megrendelésre gyártott gyógyszeralapanyagok.
6. Aquatic Animal Experiment Unit (AAEU) – akvárium csomag (halak és más vízi állatok), lárvák vizsgálata.
7. Advanced Protein Crystallization Facility (APCF) – fehérje kristályok növekedése. Az első eszköz, hogy a három különböző fehérje kristály növekedését biztosítsa.
8. Space Acceleration Measurement System (SAMS) – ellenőrizte és rögzítette a magasabb frekvenciákat és vibrációkat.
9. Quasi-Steady Acceleration Measurement (QSAM) – a kvázi-állandó gyorsulás mérése. Ez a kísérlet az IML–2 misszió leghatékonyabb gyorsulás mérésére volt.
10. Real-Time Radiation Monitoring Device (RRMD) – a nagy energiájú, áthatoló kozmikus sugárzást mérte.
11. Performance Assessment Workstation (PAWS) – a legénység teljesítmény tesztjét mérte.
12. Office of Naval Research (ONR) és Military Applications of Ship Tracks (MAST) – támogató katonai alkalmazások. A Haditengerészet az ONR, az Amerikai Védelmi Minisztérium (DoD) a MAST programmal tesztelte a hajók helyzetének meghatározását, a kommunikáció zavartalanságot. A fényképek segítségével értékelték a felhők hatástényezőit.

### Tizennegyedik nap
1994. július 23-án a Kennedy Űrközponton (KSC), kiinduló bázisára szállt le. Összesen 14 napot, 17 órát, 55 percet töltött a világűrben. 9 886 200 kilométert (6 143 000 mérföldet) repült, 235 alkalommal kerülte meg a Földet.

## Személyzet
(zárójelben a repülések száma az STS–65 küldetéssel együtt)
- Robert Cabana (3), parancsnok
- James Halsell (1), pilóta
- Richard Hieb (3), rakományfelelős
- Carl Walz (2), küldetésfelelős
- Leroy Chiao (1), küldetésfelelős
- Donald Alan Thomas (1), küldetésfelelős
- Chiaki Naito-Mukai (1), rakományfelelős – (JAXA, Japán)

### Tartalék személyzet
- Jean-Jacques Favier, rakományfelelős – (ESA, Franciaország)

### Visszatérő  személyzet
- Robert Donald Cabana (3), parancsnok
- James Halsell (1), pilóta
- Richard James Hieb (3), rakományfelelős
- Carl Erwin Walz (2), küldetésfelelős
- Leroy Chiao (1), küldetésfelelős
- Donald Thomas (1), küldetésfelelős
- Chiaki Naito-Mukai (1), rakományfelelős